# Jon & Vangelis
Jon & Vangelis war eine Zusammenarbeit zwischen dem britischen Sänger Jon Anderson (* 1944) und dem griechischen Komponisten Vangelis Papathanassiou (1943–2022) auf dem Gebiet der elektronischen Musik.
Von 1980 bis 1991 spielten sie vier Alben ein und hatten mit I Hear You Now und I’ll Find My Way Home Tophits. Anderson schrieb die Texte und Vangelis komponierte die Musik.

## Geschichte
Die beiden Künstler hatten sich Mitte der 1970er-Jahre in der britischen Progressive-Rock-Szene kennengelernt. Vangelis war kurzzeitig als Keyboarder bei Yes im Gespräch, nachdem Rick Wakeman die Band verlassen hatte. Letztlich wollte er sich aber keiner Gruppe unterordnen. Anderson war auf zwei Alben von Vangelis als Gastsänger vertreten (Heaven and Hell 1975 und See You Later 1980), auf einem anderen Vangelis-Album (Opera Sauvage 1979) hatte er Harfe gespielt.
Im Jahr 2011 wandte sich Anderson an Vangelis, um eine weitere Zusammenarbeit zu erfragen, erhielt jedoch keine Antwort.

## Diskografie

### Studioalben
| Jahr | Titel                   | Höchstplatzierung, Gesamtwochen, AuszeichnungChartplatzierungen (Jahr, Titel, Platzierungen, Wochen, Auszeichnungen, Anmerkungen) | Höchstplatzierung, Gesamtwochen, AuszeichnungChartplatzierungen (Jahr, Titel, Platzierungen, Wochen, Auszeichnungen, Anmerkungen) | Höchstplatzierung, Gesamtwochen, AuszeichnungChartplatzierungen (Jahr, Titel, Platzierungen, Wochen, Auszeichnungen, Anmerkungen) | Höchstplatzierung, Gesamtwochen, AuszeichnungChartplatzierungen (Jahr, Titel, Platzierungen, Wochen, Auszeichnungen, Anmerkungen) | Höchstplatzierung, Gesamtwochen, AuszeichnungChartplatzierungen (Jahr, Titel, Platzierungen, Wochen, Auszeichnungen, Anmerkungen) | Anmerkungen |
| Jahr | Titel                   | DE | AT | CH | UK | US | Anmerkungen |
| ---- | ----------------------- | --- | --- | --- | --- | --- | ----------- |
| 1980 | Short Stories           | DE30 (15 Wo.)DE | AT18 (2 Wo.)AT | — | UK4 Gold · (11 Wo.)UK | US125 (15 Wo.)US |             |
| 1981 | The Friends of Mr Cairo | DE13 (28 Wo.)DE | AT8 (10 Wo.)AT | — | UK6 Gold · (23 Wo.)UK | US64 (34 Wo.)US |             |
| 1983 | Private Collection      | DE27 (11 Wo.)DE | AT18 (2 Wo.)AT | — | UK22 (10 Wo.)UK | US148 (7 Wo.)US |             |
| 1991 | Page of Life a          | — | — | — | — | — |             |

grau schraffiert: keine Chartdaten aus diesem Jahr verfügbar

### Kompilationen
| Jahr | Titel                    | Höchstplatzierung, Gesamtwochen, AuszeichnungChartplatzierungen (Jahr, Titel, Platzierungen, Wochen, Auszeichnungen, Anmerkungen) | Höchstplatzierung, Gesamtwochen, AuszeichnungChartplatzierungen (Jahr, Titel, Platzierungen, Wochen, Auszeichnungen, Anmerkungen) | Höchstplatzierung, Gesamtwochen, AuszeichnungChartplatzierungen (Jahr, Titel, Platzierungen, Wochen, Auszeichnungen, Anmerkungen) | Höchstplatzierung, Gesamtwochen, AuszeichnungChartplatzierungen (Jahr, Titel, Platzierungen, Wochen, Auszeichnungen, Anmerkungen) | Höchstplatzierung, Gesamtwochen, AuszeichnungChartplatzierungen (Jahr, Titel, Platzierungen, Wochen, Auszeichnungen, Anmerkungen) | Anmerkungen |
| Jahr | Titel                    | DE | AT | CH | UK | US | Anmerkungen |
| ---- | ------------------------ | --- | --- | --- | --- | --- | ----------- |
| 1984 | Best of Jon and Vangelis | DE52 (5 Wo.)DE | — | — | UK42 (9 Wo.)UK | — |             |
| 1994 | Chronicles               | — | — | — | — | — |             |

### Singles
| Jahr | Titel Album                | Höchstplatzierung, Gesamtwochen, AuszeichnungChartplatzierungen (Jahr, Titel, Album, Platzierungen, Wochen, Auszeichnungen, Anmerkungen) | Höchstplatzierung, Gesamtwochen, AuszeichnungChartplatzierungen (Jahr, Titel, Album, Platzierungen, Wochen, Auszeichnungen, Anmerkungen) | Höchstplatzierung, Gesamtwochen, AuszeichnungChartplatzierungen (Jahr, Titel, Album, Platzierungen, Wochen, Auszeichnungen, Anmerkungen) | Höchstplatzierung, Gesamtwochen, AuszeichnungChartplatzierungen (Jahr, Titel, Album, Platzierungen, Wochen, Auszeichnungen, Anmerkungen) | Höchstplatzierung, Gesamtwochen, AuszeichnungChartplatzierungen (Jahr, Titel, Album, Platzierungen, Wochen, Auszeichnungen, Anmerkungen) | Anmerkungen |
| Jahr | Titel Album                | DE | AT | CH | UK | US | Anmerkungen |
| ---- | -------------------------- | --- | --- | --- | --- | --- | ----------- |
| 1980 | I Hear You Now –           | DE69 (1 Wo.)DE | — | — | UK8 (11 Wo.)UK | US58 (6 Wo.)US |             |
| 1981 | I’ll Find My Way Home –    | DE6 (23 Wo.)DE | AT19 (2 Wo.)AT | CH1 (14 Wo.)CH | UK6 Silber · (13 Wo.)UK | US51 (9 Wo.)US |             |
| 1983 | And When the Night Comes – | — | — | — | UK87 (3 Wo.)UK | — |             |
| 1983 | He Is Sailing –            | — | — | — | UK61 (3 Wo.)UK | — |             |
| 1984 | State of Independence –    | — | — | — | UK67 (3 Wo.)UK | — |             |

Weitere Zusammenarbeiten von Anderson und Vangelis sind auf den Alben Anderson Bruford Wakeman Howe der gleichnamigen Band und auf Keys to Ascension 2 von Yes zu hören.

## Auszeichnungen für Musikverkäufe
| Goldene Schallplatte - Niederlande - 1980: für das Album Short Stories Platin-Schallplatte - Australien - 1982: für das Album The Friends of Mr Cairo |

Anmerkung: Auszeichnungen in Ländern aus den Charttabellen bzw. Chartboxen sind in ebendiesen zu finden.
| Land/RegionAuszeichnungen für Musikverkäufe (Land/Region, Auszeichnungen, Verkäufe, Quellen) | Silber  | Gold     | Platin  | Verkäufe | Quellen         |
| -------------------------------------------------------------------------------------------- | ------- | -------- | ------- | -------- | --------------- |
| Australien (ARIA)                                                                            | —       | —        | Platin1 | 50.000   | Einzelnachweise |
| Niederlande (NVPI)                                                                           | —       | Gold1    | —       | 50.000   | nvpi.nl         |
| Vereinigtes Königreich (BPI)                                                                 | Silber1 | 2× Gold2 | —       | 370.000  | bpi.co.uk       |
| Insgesamt                                                                                    | Silber1 | 3× Gold3 | Platin1 |          |                 |